# Divize A 1966/1967
V soubojích 2. ročníku České divize A 1966/67 se utkalo 14 týmů dvoukolovým systémem podzim–jaro. Tento ročník začal v srpnu 1966 a skončil v červnu 1967.

## Kluby podle přeborů
- Jihočeský (8): TJ Dynamo České Budějovice, VTJ Dukla Tábor "B", VTJ Dukla Písek, TJ Jiskra Humpolec, TJ Spartak Pelhřimov, TJ Lokomotiva České Budějovice, VTJ Dukla Hraničář České Budějovice, TJ IGLA České Budějovice
- Západočeský (6): TJ Slavia Karlovy Vary, TJ Baník Sokolov, VTJ Dukla Sušice, TJ ČSAD Plzeň, TJ Lokomotiva Plzeň, TJ Škoda Ostrov

## Výsledná tabulka
| Poř. | Tým                                 | Z  | V  | R | P  | VG | OG | B  |
| ---- | ----------------------------------- | -- | -- | - | -- | -- | -- | -- |
| 1.   | TJ Dynamo České Budějovice          | 26 | 16 | 7 | 3  | 55 | 18 | 39 |
| 2.   | TJ Slavia Karlovy Vary              | 26 | 18 | 3 | 5  | 54 | 19 | 39 |
| 3.   | VTJ Dukla Tábor "B"                 | 26 | 13 | 7 | 6  | 35 | 19 | 33 |
| 4.   | TJ Baník Sokolov                    | 26 | 13 | 8 | 7  | 45 | 29 | 32 |
| 5.   | VTJ Dukla Písek                     | 26 | 10 | 8 | 7  | 54 | 40 | 30 |
| 6.   | VTJ Dukla Sušice                    | 26 | 10 | 8 | 8  | 41 | 30 | 28 |
| 7.   | TJ Jiskra Humpolec                  | 26 | 10 | 7 | 9  | 38 | 40 | 27 |
| 8.   | TJ ČSAD Plzeň                       | 26 | 11 | 3 | 12 | 45 | 46 | 25 |
| 9.   | TJ Spartak Pelhřimov                | 26 | 10 | 5 | 11 | 37 | 44 | 25 |
| 10.  | TJ Lokomotiva Plzeň                 | 26 | 9  | 5 | 12 | 45 | 50 | 23 |
| 11.  | TJ Lokomotiva České Budějovice      | 26 | 7  | 7 | 12 | 28 | 46 | 21 |
| 12.  | TJ Škoda Ostrov                     | 26 | 5  | 9 | 12 | 28 | 48 | 19 |
| 13.  | VTJ Dukla Hraničář České Budějovice | 26 | 5  | 4 | 17 | 28 | 46 | 14 |
| 14.  | TJ IGLA České Budějovice            | 26 | 3  | 3 | 20 | 18 | 74 | 9  |

Poznámky:
- Z = Odehrané zápasy; V = Vítězství; R = Remízy; P = Prohry; VG = Vstřelené góly; OG = Obdržené góly; B = Body

|  | Postup do 2. ligy – sk. A 1967/68                |
|  | Sestup do Jihočeského oblastního přeboru 1967/68 |
|  | Sestup do I. A třídy Jihočeské oblasti 1967/68   |